# Keikyū Kamata vasútállomás
A Keikjú Kamata vasútállomás (京急蒲田駅, Keikjú Kamata-eki) Tokióban, Óta speciális kerületében található vasútállomás, amelyet a Keikjú magánvasúttársaság üzemeltet.

## Története
Az állomás 1901. február 1-jén nyílt meg Kamata állomás néven (蒲田駅). Az állomáson áthaladó Keikjú repülőtéri vonalat (京急空港線, Keikyū Kūkō-sen) 1902-ben nyitották meg.
A Kamata állomást 1925 novemberében Keihin Kamata állomásra (京浜蒲田駅) nevezték át, majd 1987. június 1-je óta ismét új nevet kapott ekkor kapta meg jelenlegi nevét.
1995-ben a peronokat hosszabb, 12 kocsis vonatok befogadására alkalmassá bővítették.
Az állomást 2000 decembere és 2012 októbere közt újjáépítették, az eredeti földszinti pályákat megemelték, hogy további pályakapacitást biztosítsanak és kiküszöböljék a torlódást az állomással közvetlenül szomszédos három kereszteződésben. Ennek eredményeként a projekt elnyerte a japán tervezési promóciós intézet (公益財団法人日本デザイン振興会) kiváló tervezésért járó díját.

## Fotók

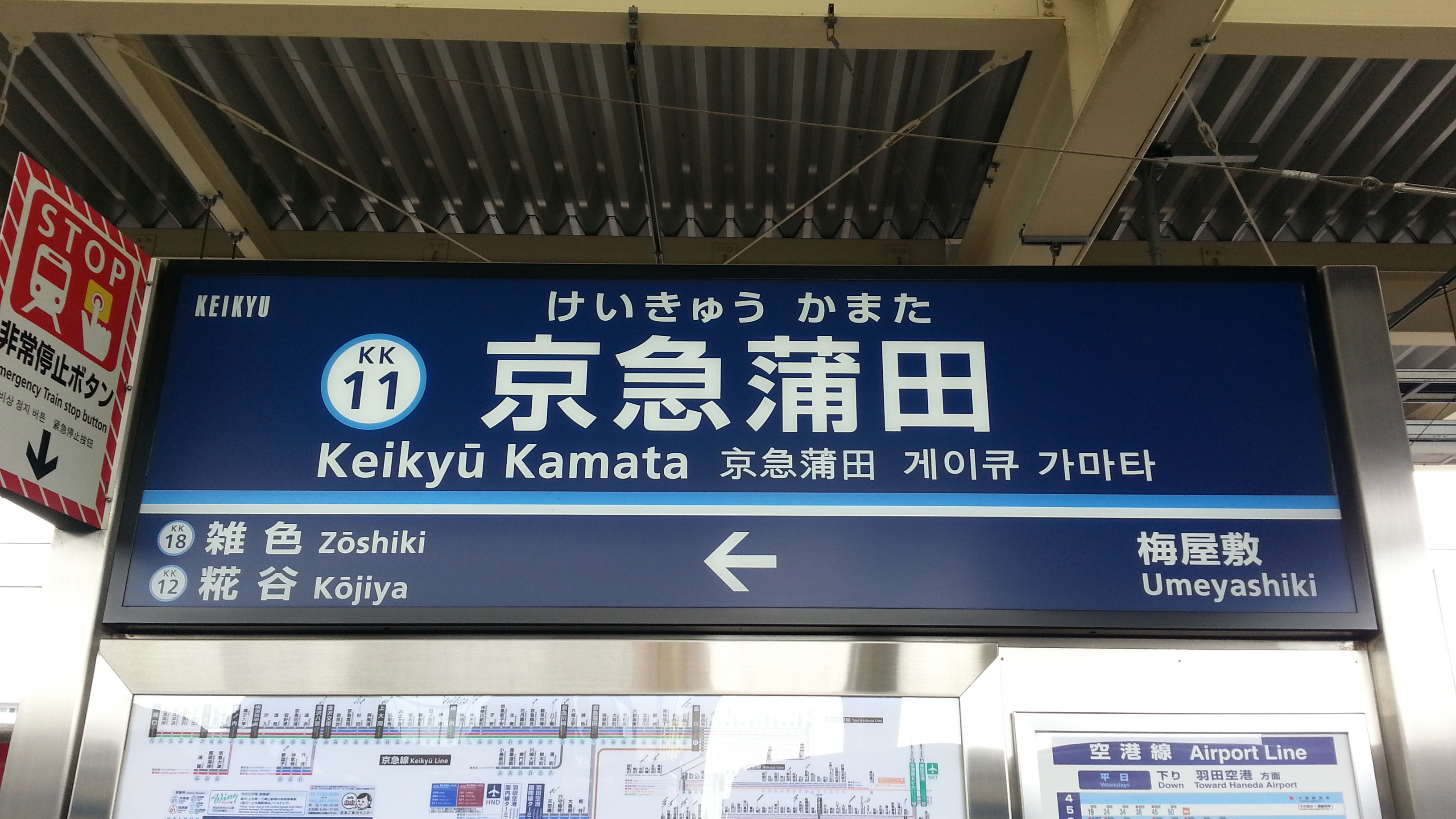
Állomás felirata, 2021
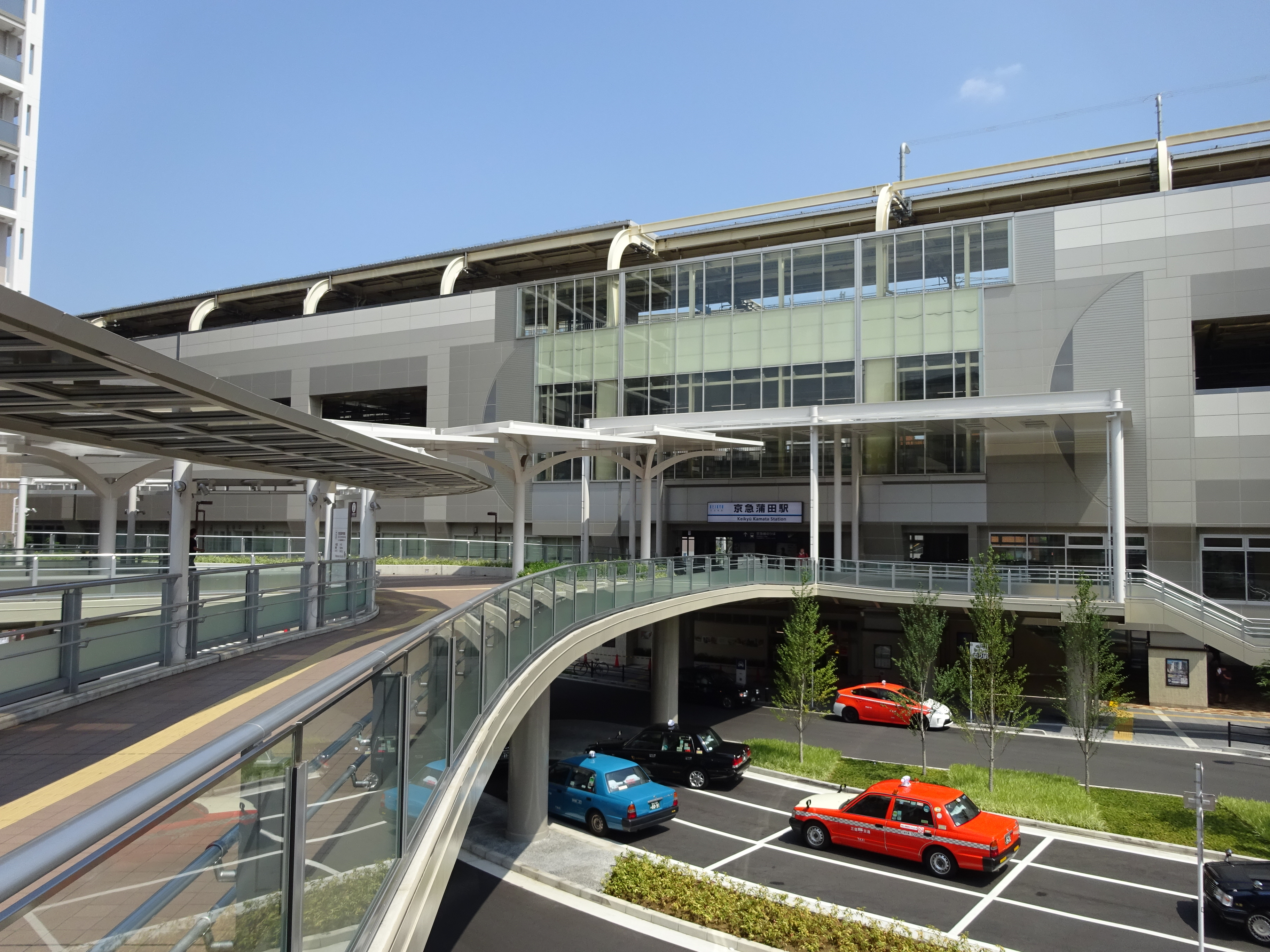
Nyugati kapu, 2016
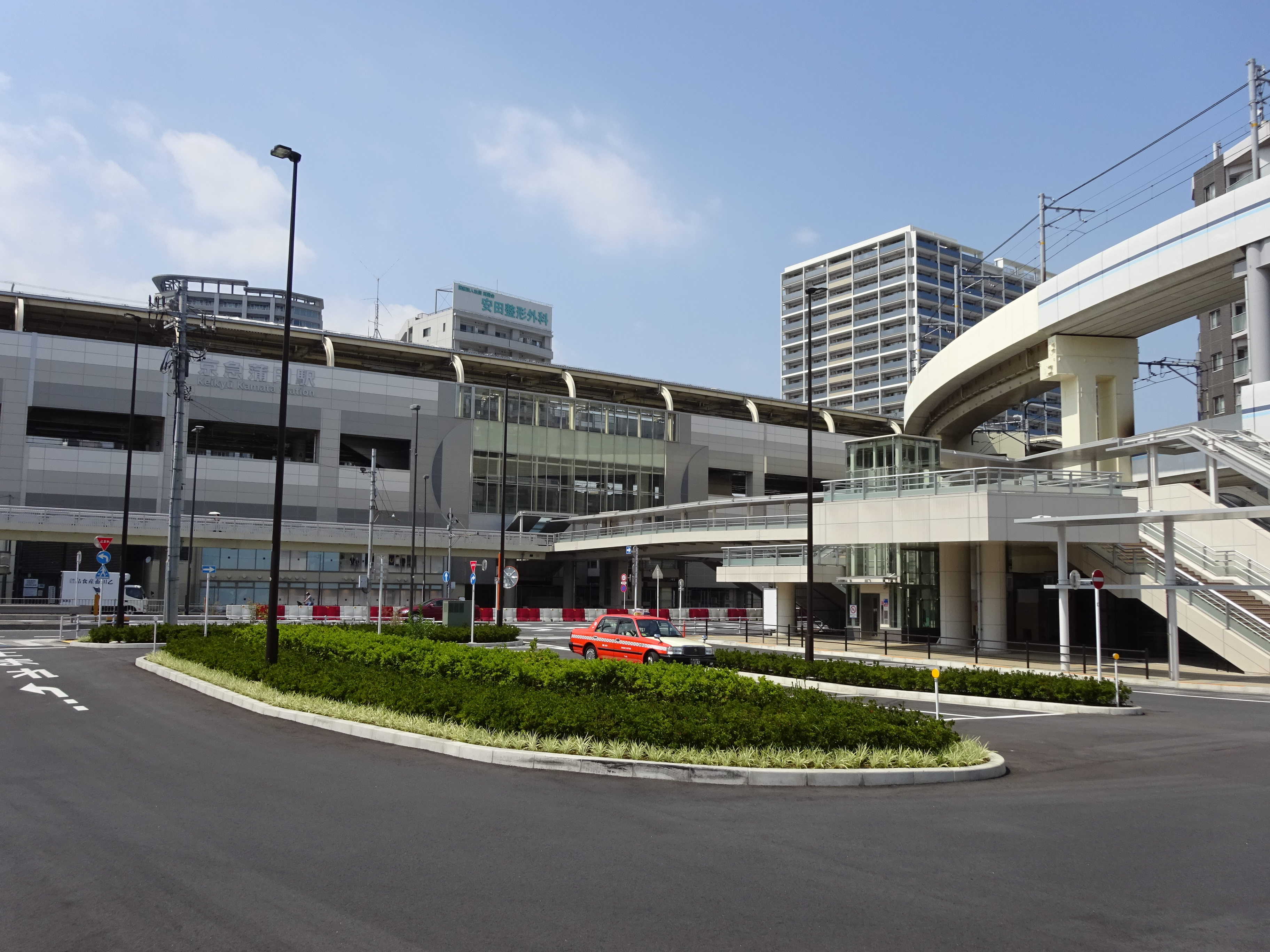
Keleti kapu, 2016
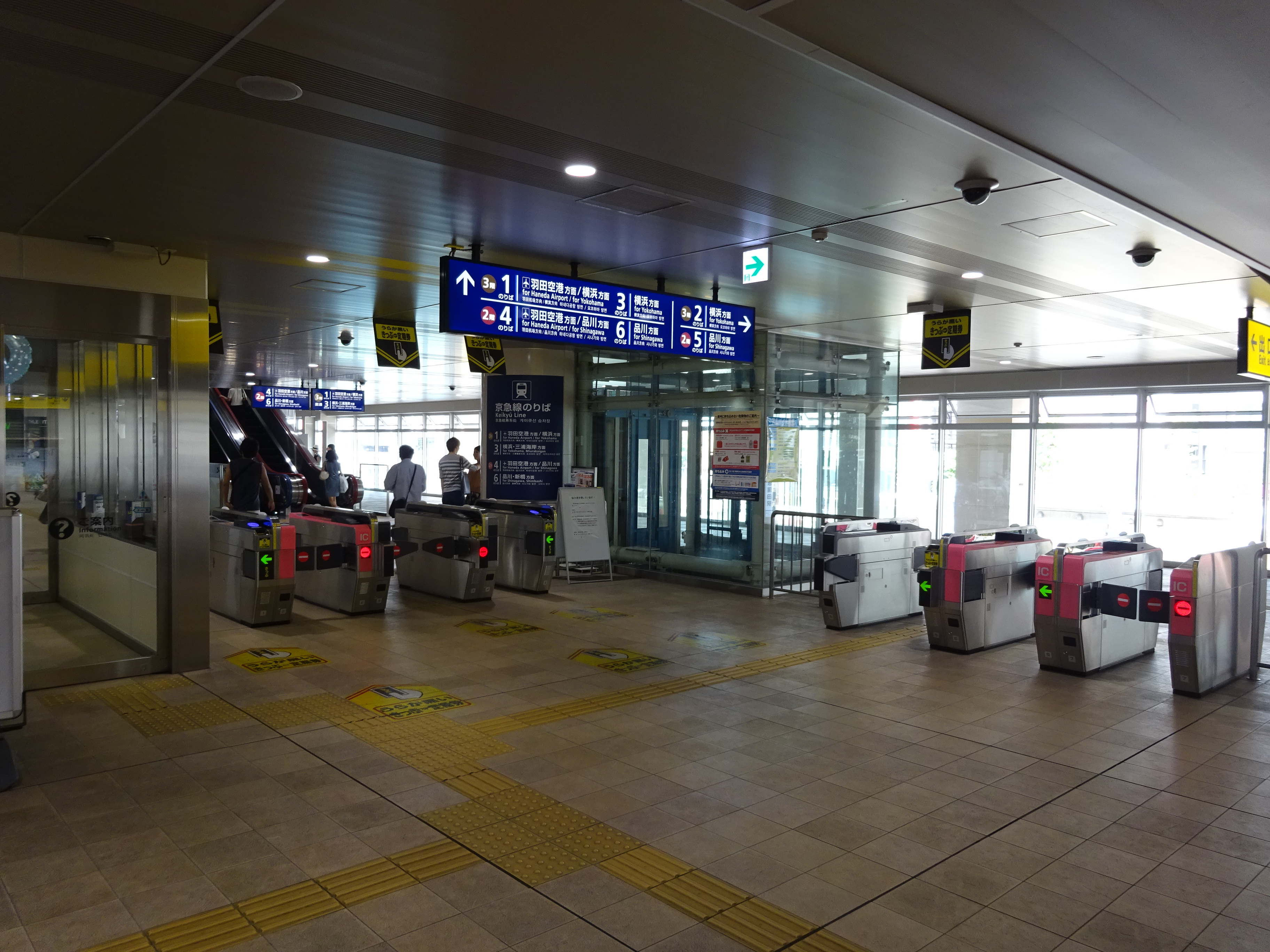
Jegyiroda, 2016
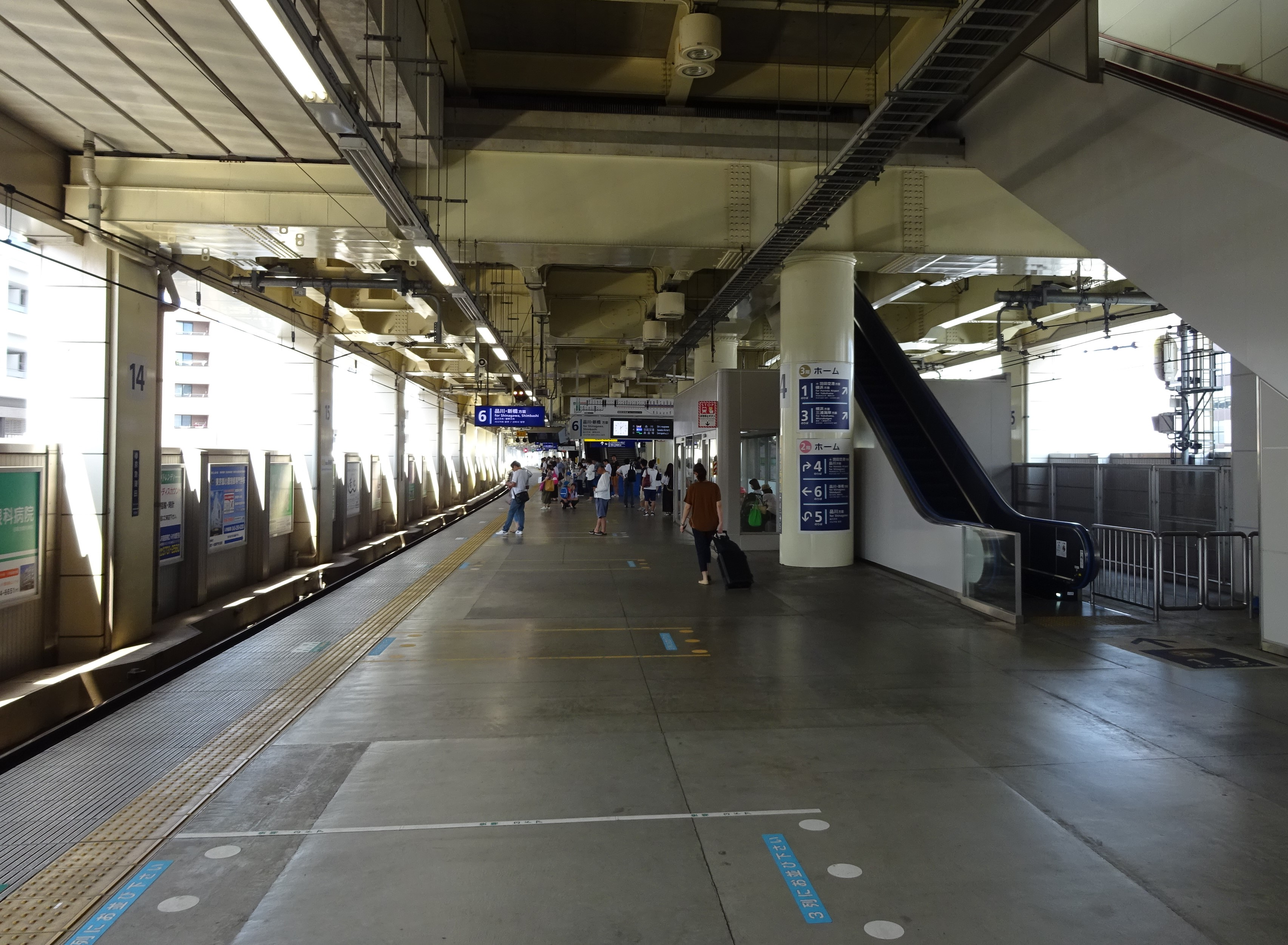
2. emelet, 2016
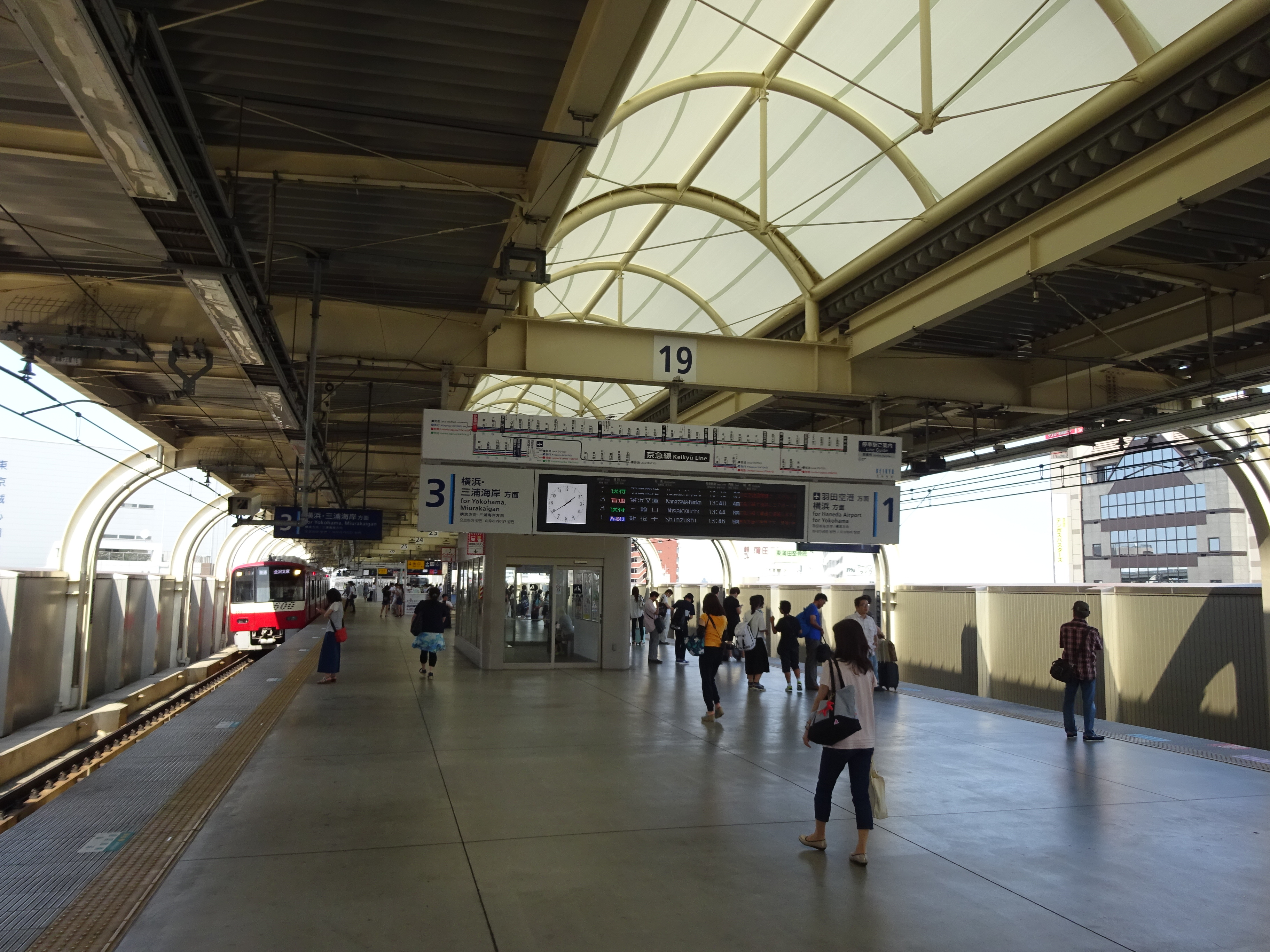
3. emelet, 2016